# Sandy Mango
Pour les articles homonymes, voir Mango.
Sandy Mango (née Sandy Hui-Bon-Hoa le 2 février 1992 à Brou-sur-Chantereine en Île-de-France) est une autrice-compositrice-interprète et musicienne française.
Elle a publié plusieurs albums depuis 2017 indépendamment et se fait connaître en participant à divers festivals nationaux et internationaux comme le festival de Handpan en Autriche.
Elle est fondatrice de l'association The Cosmic Boat, une association humanitaire loi 1901 visant à promouvoir et réaliser des projets solidaires par le biais de l'art regroupant des artistes volontaires.

## Parcours

### Jeunesse et éducation
Sandy Hui-Bon-Hoa est née en région parisienne le 2 février 1992. D'origine taïwanaise et vietnamienne, elle a toujours eu une passion et une sensibilité pour l'art et les valeurs humaines.
Autodidacte dans sa pratique de la musique, à 17 ans, elle trouve sa première guitare dans une poubelle au détour d'une ruelle de banlieue.
Après des études de musicologie au Québec, à l’Université de Montréal, elle décide en 2014 de partir en voyage à travers le monde pour expérimenter ce dernier et apprendre à mieux se connaître.

### Voyages initiatiques
Au fur et à mesure de ses voyages et rencontres, elle participe à plusieurs projets internationaux et de volontariat social pour apporter du soutien aux enfants et personnes en situations précaires.
Outre la France, ses voyages lui ont permis de découvrir la richesse culturelle et humaine d'une grande diversité de pays dont elle s'inspire au quotidien dans ses œuvres. Elle a ainsi pu entrapercevoir les coutumes, cultures et traditions de pays comme le Togo, le Canada, Haïti, la Colombie, l'Équateur, l'Espagne, l'Italie, la Suisse, Taïwan, la Malaisie, les Philippines, le Viêt Nam…
En 2017, après quatre années de voyage en tant que backpackeuse, Sandy réalise son premier album, Sandy Mango and The Cosmic Boat « Corasol », condensant les richesses acquises lors de ses rencontres et découvertes à travers les continents. Ce premier album collaboratif est le fruit du travail de plus de 22 artistes de tous horizons.
Lors d’un voyage sur l’île de Taïwan, en 2018, elle écrit et enregistre son premier album de méditation, Graines de rêves. Ce voyage sonore, d'abord écrit en version française, est traduit et interprété un an plus tard en espagnol lors d'un voyage en Andalousie.
Plus tard, en février, elle est invitée pour réaliser un projet solidaire en faveur de l’éducation et des soins pour les enfants de l'île de Caohagan (ceb), aux Philippines, à proximité des îles Cebu.

### Fondation de l'association The Cosmic Boat
Ces expériences l’amènent au cours de l'été 2018 à fonder son association The Cosmic Boat, dont l’objectif est de promouvoir des projets solidaires et humanitaires grâce aux arts, sous toutes leurs formes.
Elle revient alors en 2019 sur l'île de Caohagan et réalise son premier album caritatif Caohagan Island, avec la participation des enfants de l'île ayant participé aux ateliers culturels de musique et de danse. Les bénéfices des ventes sont alors partagés avec les habitants de l’île. 

### Projets solo
Son premier EP solo acoustique Heart has its Seasons – Winter, mixé avec l'aide de son frère, l'artiste Young Kaiju, sort en 2020. Les sujets abordés dans cet EP traitent particulièrement des diverses formes d’amour.
Elle expose aussi depuis 2018 ses premiers tableaux dans une série intitulée Les Abysses cosmiques.

## Discographie
- 2017 : Sandy Mango and The Cosmic Boat : Corasol
- 2018 : Graines de rêves
- 2019 : Semillas de Sueños
- 2019 : Sandy Mango and The Cosmic Boat : Caohagan Island
- 2020 : Heart Has Its Season : Winter